# الحكومة العراقية (1979-1991)
لكون نظام الحكم في العراق خلال أغلب فترة حكم حزب البعث العربي الاشتراكي هو نظام رئاسي، فإن رئيس الجهورية هو نفسه رئيس الحكومة.
شغل صدام حسين منصب رئيس الجمهورية العراقية خلفا للرئيس أحمد حسن البكر في 16 تموز 1979، وبالتالي شغل منصب رئيس وزراء العراق.
هذه المقالة تتحدث عن فترة شغل صدام حسين لمنصب رئيس الوزراء من 16 تموز 1979 حتى 23 آذار 1991، عندما كُلِّف سعدون حمادي بتشكيل الحكومة.
- ملاحظة: إن تواريخ استلام المناصب أو مغادرتها غير مؤكدة في هذه القوائم.

## قائمة الوزراء للفترة 16 تموز 1979– 27 تموز 1982
| الوزارة                           | الوزير                             | الملاحظات |
| --------------------------------- | ---------------------------------- | --- |
| رئيس الوزراء                      | صدام حسين                          | رئيس الجمهورية |
| النائب الأول لرئيس الوزراء        | طه ياسين رمضان                     | كان يشغل منصب وزير الأشغال العامة والإسكان في الحكومة السابقة                                                                                              |
| نائب رئيس الوزراء ووزير الدفاع    | عدنان خير الله                     | مستمر في منصب وزير الدفاع منذ الحكومة السابقة |
| نائب رئيس الوزراء                 | طارق عزيز                          | شغل منصب وزير الإعلام سابقا |
| نائب رئيس الوزراء                 | سعدون غيدان                        | كان يشغل منصب وزير النقل والمواصلات في الحكومة السابقة |
| نائب رئيس الوزراء                 | نعيم حميد حداد                     | شغل مناصب وزارية سابقة، أقيل في 30 حزيران 1982. كذلك شغل منصب رئيس مجلس النواب العراقي للفترة من 1 تموز 1980 إلى 1983                                      |
| نائب رئيس الوزراء                 | عدنان حسين الحمداني                | شغل منصب وزير التخطيط في الحكومة السابقة |
| وزير الداخلية                     | سعدون شاكر                         | خلفا لعزة إبراهيم |
| وزير الخارجية                     | سعدون حمادي                        | مستمر في منصبه منذ الحكومة السابقة |
| وزير المالية                      | ثامر رزوقي عبد الوهاب كاظم الشيخلي | خلفا لفوزي عبد الله القيسي |
| وزير العدل                        | منذر الشاوي                        | مستمر في منصبه منذ الحكومة السابقة |
| وزير التربية                      | محمد محجوب الدوري                  | مستمر في منصبه منذ الحكومة السابقة، حتى شغل عبد الجبار عبد المجيد سلمان الكرخي في 12 آب 1979، ثم خلفه عبد القادر عز الدين في 26 تموز 1981                  |
| وزير التعليم العالي والبحث العلمي | عصام عبد علي                       | مستمر في منصبه منذ الحكومة السابقة، حتى 12 آب 1979، عندما خلفه في المنصب جاسم محمد خلف مجلي الركابي، ثم خلفه عبد الرزاق قاسم الهاشمي في 26 تموز 1981       |
| وزير العمل والشؤون الاجتماعية     | بابكر محمود رسول البشدري           | مستمر في منصبه منذ الحكومة السابقة |
| وزير الصحة                        | رياض إبراهيم حسين                  | مستمر في منصبه منذ الحكومة السابقة |
| وزير الثقافة والإعلام             | لطيف نصيف جاسم الدليمي             | خلفا لوزير الإعلام سعد قاسم حمودي ووزير الثقافة والفنون كريم محمود شنتاف                                                                                   |
| وزير النقل المواصلات              | سعدون غيدان                        | مستمر في منصبه منذ الحكومة السابقة |
| وزير الزراعة والإصلاح الزراعي     | عامر مهدي صالح الخشالي             | خلفا للطيف نصيف جاسم الدليمي |
| وزير الري                         | عبد الوهاب محمود عبد الله الصباغ   | مستمر في منصبه منذ الحكومة السابقة |
| وزارة الإسكان والتعمير            | محمد فضل حسين الحبوبي              | خلفا لطه ياسين رمضان، حيث كان في منصب وزير الأشغال العامة والإسكان، ثم شغل منصب النائب الأول لرئيس مجلس الوزراء                                            |
| وزير التخطيط                      | طه إبراهيم العبد الله              | شغل المنصب خلفا لعدنان حسين الحمداني حتى 28 كانون الأول 1981، ثم شغل المنصب بالوكالة ثامر رزوقي عبد الوهاب كاظم الشيخلي                                    |
| التجارة                           | حسن علي نصار العامري               | مستمر في منصبه منذ الحكومة السابقة |
| وزير الصناعة والمعادن             | طاهر توفيق العاني                  | خلفا لمحمد عايش حمد |
| وزير النفط                        | تايه عبد الكريم                    | مستمر في منصبه منذ الحكومة السابقة |
| وزير الشباب                       | كريم محمود حسين الملا              | مستمر في منصبه منذ الحكومة السابقة |
| وزير الأوقاف والشؤون الدينية      | أحمد عبد الستار الجواري            | استمر في منصبه منذ الحكومة السابقة حتى 13 تشرين الثاني 1979، حيث شغل المنصب نوري فيصل شاهر الحديثي ثم شغل المنصب عبد الغني عبد الغفور في كانون الثاني 1982 |
| وزير الحكم المحلي                 | عبد الفتاح محمد أمين ياسين         | استحدث المنصب |
| وزير دولة للشؤون الكردية          | خالد عبد عثمان الكبيسي             | مستمر في منصبه منذ الحكومة السابقة، أعدم في 8 آب 1988 إثر قضية قاعة الخلد                                                                                  |
| وزير دولة للشؤون الخارجية         | حامد علوان الجبوري                 | مستمر في منصبه منذ الحكومة السابقة |
| وزير دولة                         | عزيز رشيد عقراوي                   | مستمر في منصبه منذ الحكومة السابقة |
| وزير دولة                         | عبد الله إسماعيل أحمد العقراوي     | مستمر في منصبه منذ الحكومة السابقة |
| وزير دولة                         | عبيد الله مصطفى البارزاني          | مستمر في منصبه منذ الحكومة السابقة |
| وزير دولة                         | هاشم حسن عقراوي                    | مستمر في منصبه منذ الحكومة السابقة |
| وزير دولة                         | أرشد أحمد الزيباري                 | عين في 29 تشرين الأول 1980 |

## قائمة الوزراء للفترة 27 تموز 1982– 23 آذار 1991
| الوزارة                           | الوزير                             | الملاحظات |
| --------------------------------- | ---------------------------------- | --- |
| رئيس الوزراء                      | صدام حسين                          | رئيس الجمهورية |
| النائب الأول لرئيس الوزراء        | طه ياسين رمضان                     | مستمر في منصبه |
| نائب رئيس الوزراء ووزير الدفاع    | عدنان خير الله                     | استمر في منصب وزير الدفاع حتى مقتله بحادث سقوط طائرة في 5 أيار 1989 خلفه عبد الجبار شنشل وزيرا للدفاع عين سعدي طعمة عباس في 12 كانون الأول 1990 وزيرا للدفاع |
| نائب رئيس الوزراء                 | طارق عزيز                          | مستمر في منصبه |
| نائب رئيس الوزراء                 | سعدون حمادي                        | عين بتاريخ 5 حزيران 1989. كما شغل منصب رئيس مجلس النواب العراقي خلفا لنعيم حميد حداد عام 1983، واستمر في المنصب حتى 1990 |
| نائب رئيس الوزراء                 | علاء حسين علي                      | بعد ضم الكويت للعراق في 8 آب 1990، شغل منصب نائب رئيس الوزراء حتى خروج العراق من الكويت عام 1991. |
| وزير الداخلية                     | سعدون شاكر                         | استمر في منصبه حتى عام 1987 في 4 آب 1987، عين سمير الشيخلي، شغل قبلها منصب وزير التعليم العالي والبحث العلمي في 6 آذار 1991، شغل المنصب علي حسن المجيد |
| وزير الخارجية                     | سعدون حمادي                        | استمر في منصبه حتى 24 كانون الثاني 1983 حيث شغل منصب رئيس مجلس النواب العراقي خلفه في المنصب طارق عزيز |
| وزير المالية                      | ثامر رزوقي عبد الوهاب كاظم الشيخلي | استمر في منصبه حتى 14 آب 1983 في 14 آب 1983، عين هشام حسن توفيق الياور في أيلول 1987، عين حكمت عمر مخيلف الحديثي في 7 تشرين الأول 1989، عين محمد مهدي صالح والذي كان حينها وزيرا للتجارة |
| وزير العدل                        | منذر الشاوي                        | استمر في منصبه حتى كانون الثاني 1988 في 16 كانون الثاني 1988، عين أكرم عبد القادر علي الدوري |
| وزير التربية                      | عبد القادر عز الدين                | مستمر في منصبه |
| وزير التعليم العالي والبحث العلمي | عبد الرزاق قاسم الهاشمي            | استمر في منصبه حتى كانون الأول 1983 في كانون الأول 1983، عين عبد القادر عز الدين في 25 تموز 1985، عين سمير الشيخلي، غادر المنصب في 4 آب 1987 في 16 كانون الثاني 1988، عين منذر إبراهيم الشاوي |
| وزير العمل والشؤون الاجتماعية     | بابكر محمود رسول البشدري           | مستمر في منصبه حتى عام 1989 في 3 كانون الثاني 1989، عين أوميد مدحت مبارك في المنصب |
| وزير الصحة                        | صادق حميد علوش                     | شغل المنصب خلفا لرياض إبراهيم حسين، أقيل في 11 أيار 1988 خلفه عبد السلام محمد سعيد |
| وزير الثقافة والإعلام             | لطيف نصيف جاسم الدليمي             | مستمر في منصبه |
| وزير النقل المواصلات              | عبد الجبار عبد الرحيم الأسدي       | خلفا لسعدون غيدان خلفه محمد حمزة الزبيدي في آذار 1987 |
| وزير الزراعة والإصلاح الزراعي     | صديق عبد اللطيف يونس الوتاري       | خلفا لعامر مهدي صالح الخشالي في 10 آب 1986، عين عزيز صالح النومان دمجت وزارة الزراعة والإصلاح الزراعي مع وزارة الري عام 1987 تحت اسم وزارة الزراعة والري |
| وزير الري                         | عبد الوهاب محمود عبد الله الصباغ   | استمر في منصبه حتى دمجت وزارة الري مع وزارة الزراعة والإصلاح الزراعي عام 1987 تحت اسم وزراء الزراعة والري |
| وزير الزراعة والري                | كريم حسن رضا التميمي               | استحدثت الوزارة في أيلول 1987 بعد دمج وزارة الزراعة والإصلاح الزراعي مع وزارة الري شغل عبد الله بدر الدانوك المنصب بالوكالة في 8 آذار 1989 شغل عبد الوهاب محمود عبد الله الصباغ المنصب بالوكالة في 3 آذار 1990 |
| وزارة الإسكان والتعمير            | محمد فضل حسين الحبوبي              | استمر في منصبه حتى عام 1988 في 31 آذار 1988، عين طاهر محمد حسون المرزوق |
| وزير التخطيط                      | سامال مجيد فرج                     | خلفا لثامر رزوقي عبد الوهاب كاظم الشيخلي |
| التجارة                           | حسن علي نصار العامري               | استمر في منصبه حتى 1987 في 4 آب 1987، عين محمد مهدي صالح |
| وزير الصناعة والمعادن             | صبحي ياسين خضير السامرائي          | خلفا لطاهر العاني. في 2 آذار 1987، استبدل اسم الوزارة إلى وزارة الصناعات الثقيلة في 23 آذار 1987، شغل قاسم أحمد تقي العريبي منصب وزير الصناعات الثقيلة. خلفه عبد التواب الملا حويش في 22 أيلول 1987 دمجت مع وزارة الصناعة لتشكيل وزارة الصناعة والمعادن في 26 آذار 1988 شغل حسين كامل حسن منصب وزير الصناعة والمعادن بعد دمج وزارة الصناعة مع وزارة الصناعات الثقيلة. |
| وزير الصناعات الخفيفة             | طارق حمد العبد الله                | استحدث المنصب في 28 حزيران 1982، توفي في 18 كانون الأول 1986 خلفه قاسم أحمد تقي العريبي في 18 كانون الأول 1986 شغل حاتم عبد الرشيد محمد الناصري المنصب في 1 شباط 1987. استبدلت تسمية وزارة الصناعات الخفيفة إلى وزارة الصناعة. دمجت مع وزارة الصناعات الثقيلة لتشكيل وزارة الصناعة والمعادن في 25 تموز 1988.                                                          |
| وزير التصنيع العسكري              | حسين كامل حسن                      | استحدثت الوزارة في 13 تموز 1988، وبهذا كان حسن كامل يشغل منصب وزير الصناعة والتصنيع العسكري. |
| وزير النفط                        | قاسم أحمد تقي العريبي              | خلفا لتايه عبد الكريم في آذار 1987، عين عصام عبد الرحيم الجلبي في 28 تشرين الأول 1990، عين حسين كامل وزيرا بالوكالة |
| وزير الشباب                       | أحمد حسين خضير                     | خلفا لكريم محمود حسين الملا خلفه نوري فيصل شاهر الحديثي، أقيل في 17 حزيران 1986 تبعه عبد الفتاح الياسين، عين في 10 آب 1986 ألغيت الوزارة في 28 أيلول 1987، وأقيل عبد الفتاح الياسين من منصب الوزير في 11 أيار 1988 |
| وزير الأوقاف والشؤون الدينية      | عبد الله فاضل عباس السامرائي       | خلفا لعبد الغني عبد الغفور |
| وزير الحكم المحلي                 | سعدي عياش عريم                     | خلفا لعبد الفتاح الياسين خلفه في المنصب كامل ياسين رشيد عين عدنان داود سلمان في 1983 في 2 حزيران 1989، شغل المنصب علي حسن المجيد ألغيت الوزارة في 6 آذار 1991 |

### وزراء الدولة
| الوزارة                   | الوزير                       | الملاحظات |
| ------------------------- | ---------------------------- | --- |
| وزير دولة للشؤون العسكرية | عبد الجبار شنشل              | عين في كانون الثاني 1984 |
| وزير دولة للشؤون الخارجية | حامد علوان الجبوري           | استمر في منصبه حتى أقيل في 1 تشرين الأول 1984 عين سعدون حمادي في 25 تموز 1988، غادر المنصب في 5 حزيران 1989 عين محمد سعيد الصحاف في تشرين الأول 1990                                                                               |
| وزير دولة                 | عبد الله إسماعيل أحمد عقراوي | مستمر في منصبه، أقيل في 11 شباط 1989 |
| وزير دولة                 | عبيد الله مصطفى البارزاني    | استمر في منصبه حتى أعدم أوائل الثمانينات. |
| وزير دولة                 | هاشم حسن عقراوي              | مستمر في منصبه |
| وزير دولة                 | أرشد أحمد الزيباري           | مستمر في منصبه |
| وزير دولة                 | سعدون حمادي                  | كان قبلها وزيرا للخارجية، عين في 24 كانون الأول 1983، أقيل في تشرين الثاني 1984. كما شغل منصب رئيس مجلس النواب العراقي خلفا لنعيم حداد عام 1983 كذلك شغل منصب وزير الدولة للشؤون الخارجية للفترة من 25 تموز 1988 حتى 5 حزيران 1989 |

كما شغل وزراء آخرون منصب وزير من دون حقيبة وزارية في فترات مختلفة، ومنهم:
- محمد حمزة الزبيدي
- عبد الغني عبد الغفور
- سمير الشيخلي
- عبد الحسن راهي فرعون
- سعدي مهدي صالح
- مزبان خضر هادي
- خالد عبد المنعم الجنابي

## روابط خارجية
- الرئيس العراقي صدام حسين يشكل الحكومة العراقية الجديدة بتاريخ 27 تموز 1982 على يوتيوب